# 合衆国の対外関係
『合衆国の対外関係』 (The Foreign Relations of the United States, FRUS) は、アメリカ合衆国国務省広報局修史部が刊行している書籍シリーズである。

## シリーズの概要
エイブラハム・リンカン大統領の時代に刊行を開始した同シリーズは、現代まで続く政治過程に関する、公式刊行された米国外交文書集をなしている。これらは、主な対外政策決定や重要外交活動の期間に関する、歴史的記録を提供している。対象は一般に、事象が生じてから約30年が経過したものである。種々の公的史料は慎重に審査され、余りにも公表に堪えないと判断された史料は必要に応じて除外される。現在、リチャード・ニクソン政権の巻の刊行に向け、調査や註記の作業が進行中である。ニクソン政権期の電子版に関しては、補遺（録音されたE-1、E-2など）のみが国務省のウェブサイト上に掲載されている。
1970年以前、同シリーズは種々の名の下で発表されてきた。1870年から1947年までは、『合衆国の対外関係関連文書集 (Papers Relating to the Foreign Relations of the United States)』という書名が一貫して用いられた。1947年から1969年まで、書名は『合衆国の外交関係：外交文書集 (Foreign Relations of the United States: Diplomatic Papers)』に改められた。それ以後は、現在の書名が採用された。
長年にわたる刊行の当然の結果として、下位シリーズ、補遺、付録のマイクロフィッシュなどが多数存在する。1861年-1899年と1900年-1918年を対象とする目録が刊行されている。

## 引用情報
『合衆国の対外関係』は一般に、引用時にはFRUSと略記され、巻数はローマ数字で表記される。同シリーズは、年と地域によって分類される。例えば、「1936, Volume II, Europe（1936年、第II巻、ヨーロッパ）」といった具合である。

## 批判
N・リチャード・キンズマン (N. Richard Kinsman) は、「FRUS中でCIAの名を明示した引用を行うことによって生ずる、CIAに対する重大かつ累積的かつ長期的な悪影響」について触れると共に、「特定諸国でのCIA活動に関するFRUSの露骨な引用が、CIAが海外に存在すること（CIAが海外に存在することを公式否定している現行政策との完全な矛盾）を事実上自白していることになる」と述べた。ウォーレン・F・キンブル (Warren F. Kimball) はこれに反論し、出版前の綿密な調査を受けてから30年以上を経過した文書に危険性などあろうはずがないと述べた。